# Château de l'Éclair
 (juin 2023).
Le château de l'Éclair est situé dans le Beaujolais, au nord de la commune de Liergues, dans le département du Rhône. Le nom d'Éclair est associé à celui de l'Éclair-Vermorel, nom donné par son inventeur en 1884 au bidon à sulfater les vignes.

## Description
Le château, qui date de la fin du XIXe siècle, est une construction de style néo-gothique.

Le domaine est une propriété privée et ne se visite pas.

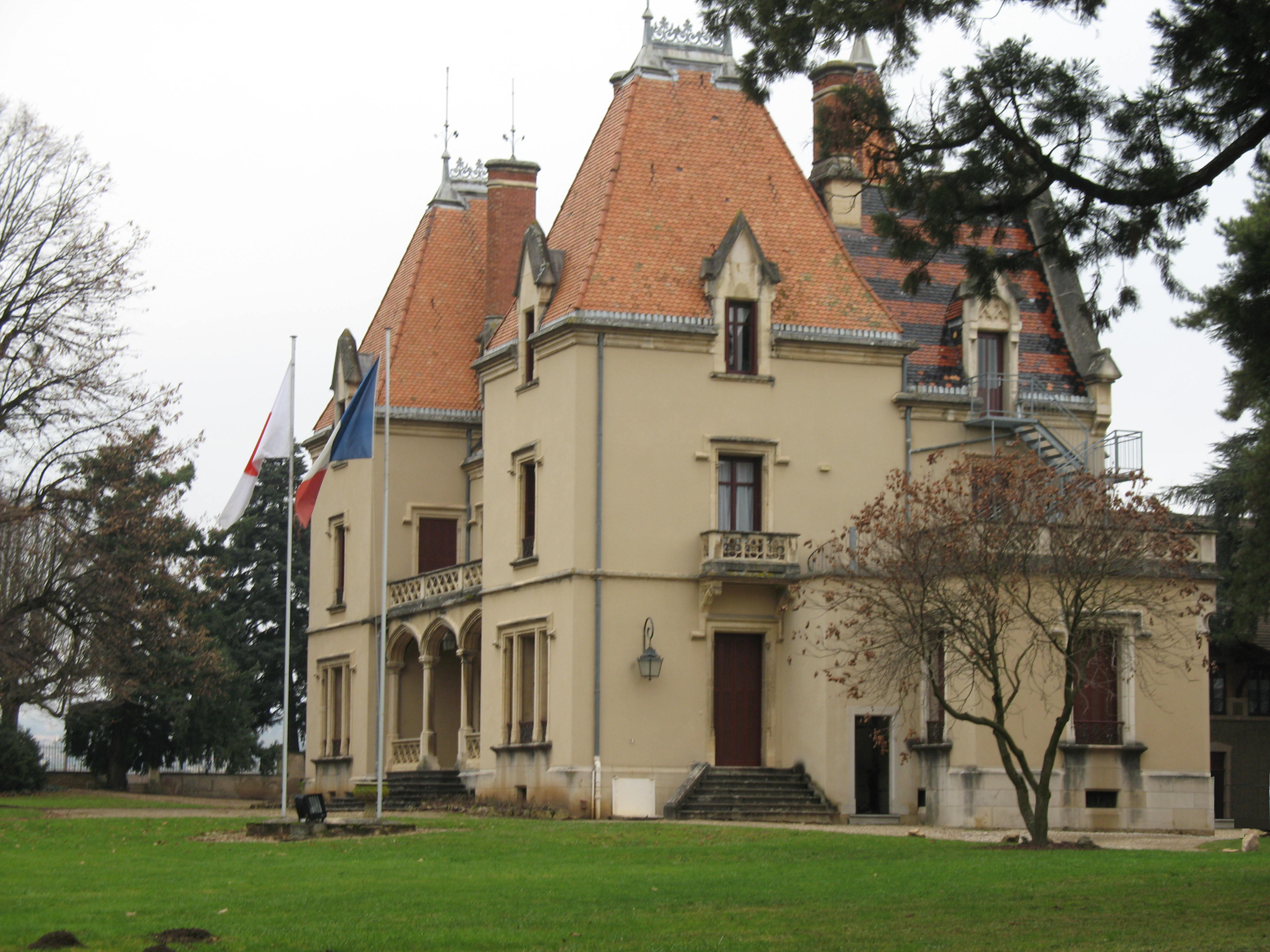
Façade sud et côté est
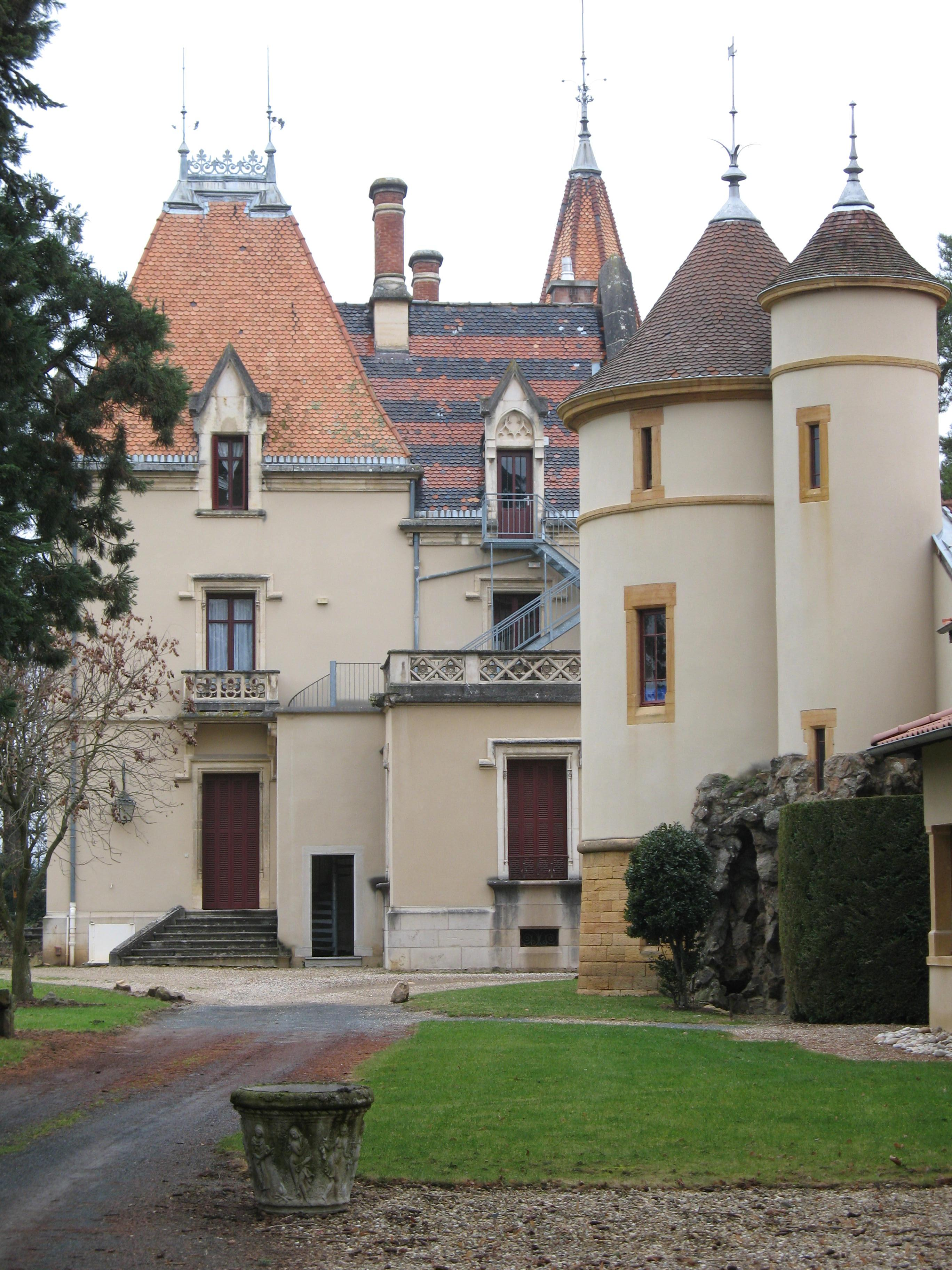
Côté est et dépendances
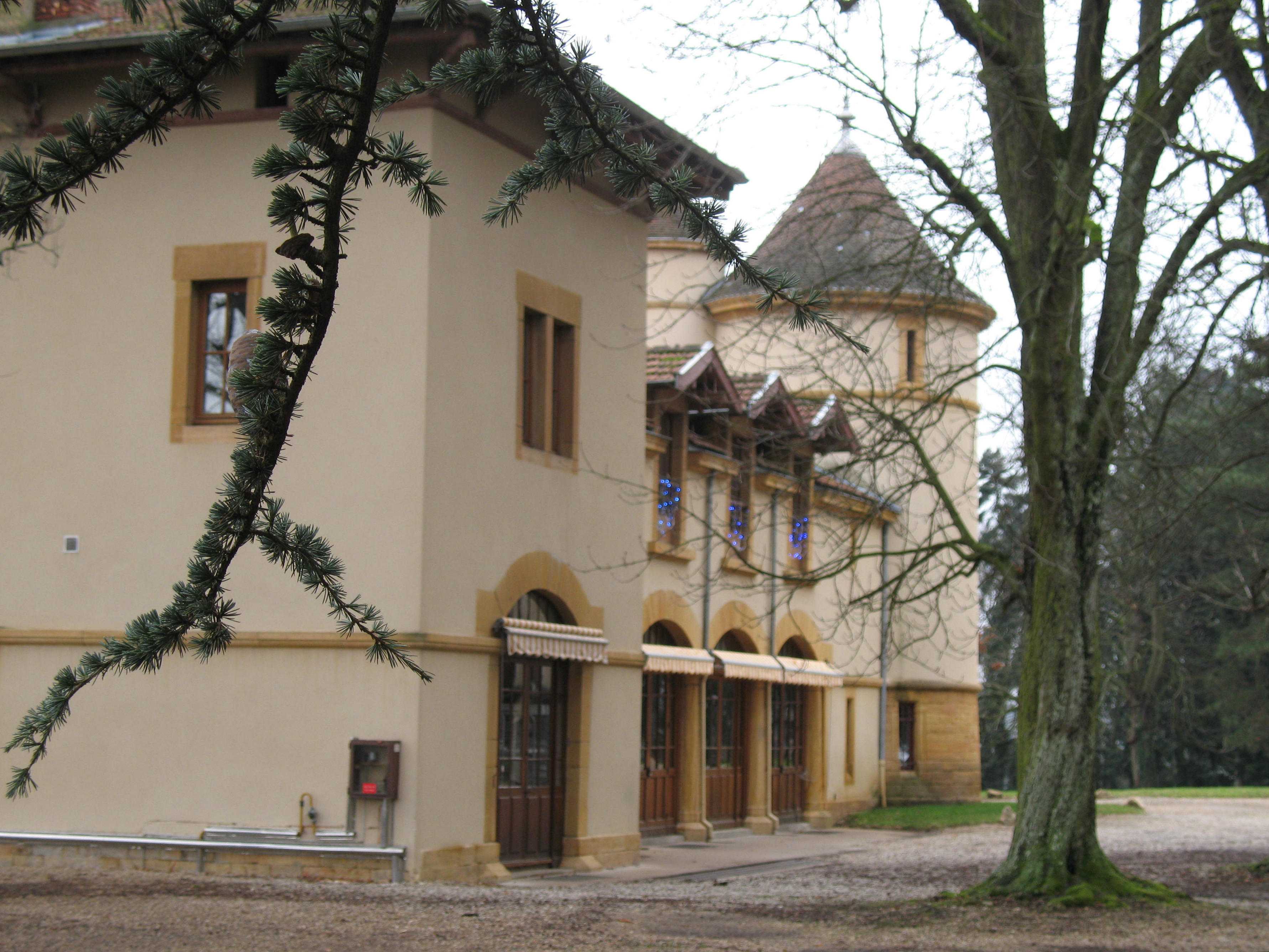
Dépendances

## Historique
- 1871 : Le propriétaire, M. Guinon, chimiste lyonnais, achève la construction. Son frère avait de son côté acquis le château de Boisfranc, château voisin. La famille Guinon était spécialisée dans la coloration des soies lyonnaises (procédé à base d'acide picrique). À cette époque il se nommait château du Convert, nom du hameau et regroupait déjà quelques hectares de vignes.
- 1891 : Victor Vermorel (1848 - 1927), inventeur, acquiert après la grande crise phylloxérique la propriété et poursuit ses recherches sur la vigne et le vin. Il effectue d'importants travaux dans le cuvage et dans les vignes.
- 1932 : La caisse primaire de capitalisation de la mutualité sociale de retraite-invalidité, après s'être portée acquéreur du bien, en délègue la gestion à l'Union générale de la mutualité du Rhône.
- 1934 : Une maison de convalescence et une colonie sanitaire sont créées.
- 1979 : Le centre de perfectionnement technique hôtelier fondé par le Japonais Shizuo Tsuji s'installe à l'Éclair.
- 1993 : Yoshiki Tsuji succède à son père; le château abrite aussi un organisme de recherche appliquée dans le domaine de la viticulture commercialisant les vins du domaine : la SICAREX Beaujolais. Le domaine s'étend sur 19 ha, produisant 9 vins différents : beaujolais, beaujolais nouveau, beaujolais rosé, beaujolais blanc, beaujolais-villages, chénas, crémant de Bourgogne, rouge pétillant et gamaret.